# 76309 Ronferdie
76309 Ronferdie este un asteroid din centura principală de asteroizi.

## Descriere
76309 Ronferdie este un asteroid din centura principală de asteroizi. A fost descoperit pe 10 martie 2000 din Munții Santa Catalina de Richard Erik Hill. Asteroidul prezintă o orbită caracterizată de o semiaxă mare de 2,61 ua, o excentricitate de 0,08 și o înclinație de 16,2° în raport cu ecliptica.